# I-65 (sous-marin, 1931)
Pour les articles homonymes, voir I-65.
Le I-65 (イ-65) (plus tard renommé I-165) est un sous-marin japonais de la classe Kaidai (海大型) de la sous-classe Kaidai V (海大5型（伊六十五型/伊百六十五型）, Kaidai-go-gata, classe I-65/I-165) construit pour la marine impériale japonaise.
Pendant la Seconde Guerre mondiale, il a soutenu l'invasion japonaise de la Malaisie et a effectué des patrouilles de guerre dans l'océan Indien avant d'être coulée en mai 1942 alors qu'il était déployé pour prendre part à la prochaine bataille de Midway. Juste après sa perte, et avant que les Japonais n'apprennent sa disparition, il a été renuméroté I-164.

## Contexte
Après la Première Guerre mondiale, la marine impériale japonaise a réévalué l'utilisation de la guerre sous-marine comme élément de stratégie de flotte en raison du déploiement réussi de croiseurs-sous-marins à long rayon d'action pour les raids commerciaux des principales marines de combat. Les stratèges japonais en sont venus à réaliser les possibilités d'utilisation de l'arme pour la reconnaissance à longue portée, et dans une guerre d'usure contre une flotte ennemie qui s'approchait du Japon. Deux grands sous-marins japonais à longue portée avaient déjà été construits dans le cadre du programme de la flotte des Huit-six en tant que prototypes (I-51 et I-52), mais l'arrivée le 20 juin 1919 de sept U-boote allemands reçus par le Japon en réparation de guerre à la fin de la Première Guerre mondiale a conduit à une refonte complète. Les Japonais ont rapidement embauché des centaines d'ingénieurs et de techniciens de sous-marins allemands et d'anciens officiers de sous-marins allemands au chômage à la suite de la défaite de l'Allemagne pendant la Première Guerre mondiale, et les ont fait venir au Japon dans le cadre de contrats de cinq ans. L'ONI (Office of Naval Intelligence) américain a estimé que quelque 800 conseillers allemands s'étaient rendus au Japon à la fin de 1920. Les Japonais ont également envoyé des délégations en Allemagne, et ont participé activement à l'achat de nombreux brevets.

## Description
Les sous-marins de la sous-classe KD5 étaient des versions améliorées de la précédente sous-classe KD4. L'armement anti-aérien a été renforcé en remplaçant une mitrailleuse de calibre 13,2 mm par une mitrailleuse double de calibre .65.  la modernisation de l'arme de pont, passant d'un calibre 50 à un long canon à double usage de 65 calibres. Le sous-marin était également légèrement plus large et plus haut.
Ils ont un déplacement de 1 600 tonnes en surface et 2 367 tonnes en immersion. Les sous-marins mesuraient 97,7 mètres de long, avaient une largeur de 8,2 mètres et un tirant d'eau de 4,70 mètres. Les sous-marins permettaient une profondeur de plongée de 75 m et un possédaient un effectif de 62 officiers et membres d'équipage.
Sulzer a été retenu comme fabricant des moteurs diesel Mk 3, dont les performances étaient légèrement inférieures à celles des moteurs des premières sous-classes. Pour la navigation de surface, les sous-marins étaient propulsés par deux moteurs diesel de 3 000 cv (2 200 kW), chacun entraînant un arbre d'hélice. En immersion, chaque hélice était entraînée par un moteur électrique de 900 chevaux-vapeur (671 kW). Ils pouvaient atteindre 20,5 nœuds (38 km/h) en surface et 8,2 nœuds (15,2 km/h) sous l'eau. En surface, les KD5 avaient une autonomie de 10 000 milles nautiques (19 000 km) à 10 nœuds (19 km/h); en immersion, ils avaient une autonomie de 60 milles nautiques (170 km) à 3 nœuds (5,6 km/h).
Les sous-marins étaient armés de 6 tubes lance-torpilles internes de 53,3 cm, 4 à l'avant et 2 à l'arrière. Ils transportaient une recharge pour chaque tube , soit un total de 14 torpilles Type 89. Ils étaient également armés d'un canon de pont de 100 mm (L/50) pour le combat en surface et d'une mitrailleuse de 13,2 mm AA type 93 et d'une mitrailleuse de 7,7 mm.

## Construction
Construit par l'Arsenal naval de Kure au Japon, le I-65 a été mis sur cale le 19 décembre 1929. Il a été lancé le 2 juin 1931 sous le nom de I-65. Il a été achevé et mis en service le 1er décembre 1932.

## Histoire de service
Le I-65 est achevé le 1er décembre 1932, le capitaine de corvette (海軍少佐 (Kaigun-shōsa)) Hankyu Sasaki est son premier commandant et il est affecté à la 30e division de sous-marins.
Le 20 août 1941, juste avant le début de la guerre dans le Pacifique, le capitaine de corvette Harada Hakue est nommé commandant. Il fait partie du 5e escadron de sous-marins.

### 1941
Sa première mission a eu lieu le 8 décembre 1941 dans le cadre de l'opération "E" - l'invasion japonaise de la Malaisie. Avec le I-66 de la sous-division 30 (et le I-62, I-64 de la 29e division de sous-marins), les quatre sous-marins ont été affectés à la patrouille de la mer de Chine méridionale à environ 80 km à l'est de Trengganu, en Malaisie. Le lendemain à 14h15 (heure locale) près de l'île Côn Son au Viêt Nam à la position géographique de 5° 00′ N, 105° 30′ E, le I-65 a signalé avoir aperçu les cuirassés HMS Prince of Wales et HMS Repulse de la Force Z.
Le 13 décembre 1941, il a servi de couverture au débarquement japonais sur le nord de Bornéo.

### 1942
Le 9 janvier 1942, alors qu'il était en patrouille dans la mer de Java, il a torpillé, bombardé et coulé le navire à vapeur hollandais Benkoelen de 1 003 tonneaux qui faisait route de Soemenep à Cheribon à la position géographique de 4° 50′ S, 112° 50′ E. Le 14 janvier 1942, à 2h17 (Heure normale du Japon), dans l'océan Indien, à l'ouest des îles Mentawai, à la position géographique de 0° 12′ S, 97° 00′ E, il a torpillé et coulé le Jalarahan, un navire marchand armé britanno-indien de 5 102 tonneaux, qui faisait route de Singapour à Calcutta. Il est ensuite retourné à Penang le 20 janvier 1942, devenant le premier sous-marin japonais à y arriver.
Lors de sa troisième patrouille, entre le 5 et le 28 février, il torpilla et endommagea le porte-avions Laomedon, converti par les Britanniques, à 49 milles nautiques (90 km) au sud-est de Ceylan. Le 15 février, il torpille et coule le Johanne Justesen (4 681 tonneaux) en mer d'Oman et le 20 février, il torpille et coule le Bhima, un navire marchand britannique de 5 280 tonneaux, dans l'océan Indien. Le 21 février, il a attaqué un autre navire marchand, mais a manqué sa cible avec ses torpilles.
Redésigné I-165 le 20 mai, il est transféré à Kwajalein le 24 mai et est mis en patrouille pendant la bataille de Midway au nord de l'île de Kure. Le 30 juin, le commandant Torisu Kennosuke (鳥巣 建之助) (peut également être connu sous le nom de Tatenosuke Tosu) est devenu le commandant et le 10 juillet, il a été réaffecté à la Flotte de la zone sud-ouest.
De retour à Penang le 6 août, le I-165 a commencé une nouvelle patrouille dans l'océan Indien le 11 août. Le 25 août, il torpille et coule le Harmonides, un navire marchand armé britannique de 5 237 tonneaux. Peu de temps après, il subit des dommages dus à la tempête et est contraint de retourner à Penang après avoir évité un hydravion et un destroyer britannique en recherche. Il est arrivé à Penang le 31 août.
Une fois les dégâts réparés, le I-165 quitte Penang le 16 septembre avec cinq insurgés de l'Armée nationale indienne à bord. Ils devaient être débarqués sur la côte nord-ouest de l'Inde. En cours de route, il torpilla et coula le cargo armé américain Losmar et prétendit avoir coulé un autre navire marchand le jour suivant. Il a atteint sa destination à 4,3 milles nautiques (8 km) au large des côtes du Gujarat et à l'ouest de Junagadh après le coucher du soleil le 28 septembre. Les insurgés ont été débarqués dans un pneumatique sans être observés. Il est ensuite retourné à Penang.
En novembre et décembre, il a été basé à Surabaya pour contrer une rumeur de débarquement américain au Timor. Le débarquement n'a pas eu lieu et il est retourné à Penang.

### 1943
En janvier, le I-165 a été envoyé pour bombarder Geraldton, en Australie occidentale, dans le cadre d'un raid de diversion pour aider à l'évacuation des troupes japonaises par le détroit de la Sonde. Après avoir évité de justesse les destroyers et les avions de patrouille, Kennosuke décida d'attaquer plutôt Port Gregory, situé à proximité. Il a pris la conserverie de poisson locale pour une usine de munitions et l'a bombardé avec 10 obus de son canon de pont Type 88 de 4,7 pouces (119 mm). Le canon avait une portée de 16 km. Il est retourné à Surabaya le 16 février.
Le 25 mai, le capitaine de corvette Shimizu Tsuruzo en devient le commandant et le 9 octobre, il est réaffecté au 8e escadron de sous-marins. Le 16 décembre, alors qu'il navigue de Singapour à Penang, il est attaqué par un sous-marin allié. Les torpilles du sous-marin l'ont manqué et il est arrivé à bon port le 18 décembre.

### 1944
Le 18 mars, leI-165 a torpillé et coulé le Nancy Moller, un marchand armé britannique de 3 916 tonneaux, à la position géographique de 2° 14′ N, 78° 25′ E. Il a fait surface, fait prisonnier le canonnier matelot qualifié Dennis Fryer, tout en tuant deux marins chinois et en relâchant trois autres marins. Avant le départ du I-165, les canots de sauvetage ont été mitraillés, tuant 32 personnes. Le croiseur léger britannique HMS Emerald a sauvé 32 des membres de l'équipage qui avaient survécu aux attaques.
Le 12 août, il a été envoyé de Surabaya pour une mission de sauvetage et de ravitaillement dans la baie de Korim. Il est arrivé le 18 août et après avoir tenté en vain de contacter les troupes à Korim Point, il a été attaqué par trois chasseurs de sous-marins. Il a été lourdement attaqué par des charges de profondeur et a développé une fuite importante dans sa salle des machines. Dix heures après le début de l'attaque, il a refait surface et s'est dirigé vers Ambon pour des réparations temporaires, où il est arrivé le 23 août. Il est ensuite retourné à l'arsenal naval de Sasebo pour y être réparé et révisé. Le capitaine de corvette Ono Yasushi a pris le commandement et a été réaffecté à la 19e division de sous-marins comme navire-école.

### 1945

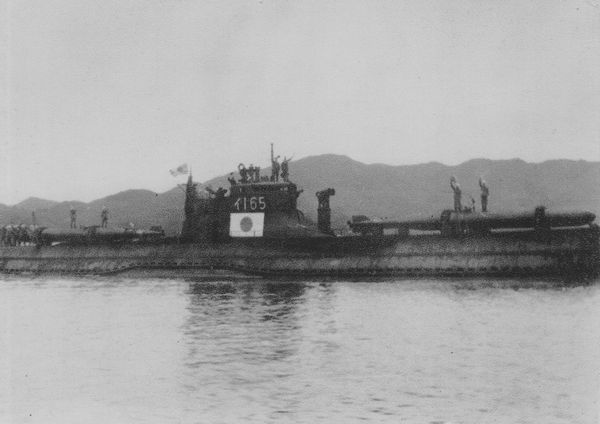
Le I-165 comme transporteur Kaiten

Le 1er avril 1945, il est réaffecté à la 34e division de sous-marins de la 6e Flotte. Le canon de pont du I-165 est retiré et il est configuré pour porter deux torpilles humaines Kaiten . Il est également équipé d'un radar de recherche aérienne de type 3 Mark 1 modèle 3 "13-Go". Après sa conversion, il est remis en service actif dans la Flotte combinée.
Le 16 juin 1945, à 16h00, le I-165, transportant deux torpilles "kaiten", sort du canal de Bungo.
Au large de Bungo Suido, par mer agitée et par temps sombre, le USS Devilfish du Lieutenant Commander Stephen S. Mann Jr., lors de sa troisième patrouille, vise le I-165 sortant et tire deux torpilles depuis les tubes d'étambot. Le I-165 échappe à l'attaque et plonge en catastrophe. Le Devilfish tente de poursuivre l'adversaire en surface, mais ne parvient pas à reprendre le contact. Plus tard, le I-165 envoie un rapport de situation (le dernier reçu du I-165).
Le 23 juin 1945, le 
Le mouilleur de mines USS Champion en compagnie du destroyer d'escorte USS Gilligan détecte un contact sous-marin (probablement le I-165) à la position géographique de 14° 51′ N, 135° 50′ E. Les navires effectuent plusieurs passages de grenades sous-marines et des attaques "Hedgehog" qui produisent de grosses bulles d'air et du carburant diesel en surface. Le contact est entendu en descendant de 300 pieds après la dernière attaque.
Le 27 juin 1945, à 360 milles nautiques (660 km) à l'est de Saipan, à 12h20, le bombardier Lockheed PV-2 "Harpoon" du VPB-142 du Lieutenant Janes passe au-dessus d'un nuage de pluie lorsqu'il établit un contact visuel avec un sous-marin à la surface, se dirigeant vers le nord-ouest à 14 nœuds (26 km), avec ce qui semble être des sous-marins de poche sur le pont. Janes effectue un virage serré et descend en piqué pour larguer trois grenades sous-marines Mk. 47 et cinq balises. Le sous-marin effectue d'abord un virage serré à tribord, puis plonge en piqué. Lorsque Janes revient sur les lieux, une nappe de pétrole est observée, suivie de fragments de bois et de deux "sous-marins de poche".

À 12h47, Janes largue une torpille acoustique Mk. 24 "Fido", et poursuit les recherches jusqu'à 14h25. Le I-165 est perdu à la position géographique de 15° 28′ N, 153° 39′ E avec les 106 hommes d'équipage.
Le 28 juin 1945, à la suite de l'analyse du trafic radio des Alliés, l'unité de communication Owada de la Marine impériale japonaise rapporte qu'un sous-marin japonais identifié plus tard comme le I-165 a réussi l'attaque Kaiten au large de Saipan.
Le 29 juillet 1945, le I-165 est présumé perdu dans les îles Mariannes.
Le 15 septembre 1945, il est retiré de la liste de la marine.

## Palmarès
- A coulé le navire marchand néerlandais Benkoelen le 9 janvier 1942
- A coulé le navire marchand indien Jalarajan le 15 janvier 1942
- A coulé le navire marchand néerlandais Johanne Justesen e le 15 février 1942
- A coulé le navire RMS Bhima le 20 février 1942
- A coulé le navire marchand SS Harmonides le 25 août 1942
- A coulé le navire marchand SS Losmar le 24 septembre 1942
- Bombardement de Port Gregory le 28 janvier 1943
- A coulé le RMS Perseus le 16 janvier 1944
- A coulé le SS Nancy Moller le 18 mars 1944